# Anette Bøe
Anette Bøe (født 5. november 1957 i Larvik, opvokset på Nanset) er en norsk tidligere langrendsløber og ishockeyspiller. Som langrendsløber repræsenterede hun  Larvik Turn & Idrettsforening de første sæsoner. Hun spillede også ishockey for Vålerenga.
Bøes første internationale medalje kom ved OL i 1980, hvor hun var med til at vinde bronze i 4×5 km stafetten. Hun vandt en guldmedalje i stafetten i VM i Oslo i 1982. 1985 var Bøes bedste år, i VM i Seefeld fik hun individuelt guld på både 5 og 10 km. Der var også sølv i stafetten og bronze på 20 km. Samme år vandt hun også verdensmesterskab i langrend.
Bøe vandt tre norske mesterskaber i skiløb. Hun har også to sejre i Holmenkollen, en sejr i Lahtisspelen og en sejr i Svenska Skidspelen. Bøe har været med til at blive norsk mester i ishockey to gange. I 1984 blev hun tildelt Holmenkollenmedaljen. Bøe blev også tildelt Sportsjournalistenes statuett og Porsgrunds Porselænsfabriks Ærespris i 1985. I 2000 blev hun tildelt Egebergs Ærespris (langrend og ishockey).
Anette Bøe var søster til billedkunstneren Birgitte Bøe og blev gift med en tidligere præsident for Norges Ishockeyforbund Ole-Jacob Libæk.